# Yves de Brouwer
Yves de Brouwer (Brugge, 11 maart 1907 - Brussel, 11 maart 1984) was een Belgisch zakenman.

## Levensloop
De Brouwer was de jongste van de negen kinderen uit het eerste huwelijk van Jean de Brouwer (1872-1951) en Alice Everard (1874-1908). Jean de Brouwer was stichtend voorzitter van de naamloze vennootschap Gazelec, distributeur van gas en elektriciteit in West-Vlaanderen en Noord-Frankrijk. In 1934 werd hij in de Belgische erfelijke adel opgenomen met de titel baron, overdraagbaar bij eerstgeboorte. 
Yves promoveerde tot doctor in de rechten aan de Katholieke Universiteit Leuven. Hij werd adviseur op het kabinet van de eerste minister en vervolgens directeur van Gazelec. Vanaf december 1940 trad hij toe tot het verzet en werd een naaste medewerker van advocaat François De Kinder, schoonbroer van eerste minister Hubert Pierlot. Hij werkte voornamelijk als inlichtingenagent en als 'passeur' van verzetslieden tussen België en Frankrijk. Ook zijn echtgenote Geneviève werkte mee in het verzet.
Na de Tweede Wereldoorlog bouwde hij aan een carrière in Belgisch-Congo. Hij werd er actief in de Pêcheries Maritimes du Congo (Pemarco) en werd benoemd tot regent van de Centrale Bank voor Belgisch-Congo en Ruanda-Urundi. In België bleef hij actief in zakenkringen. Hij was onder meer tussenpersoon die er de nv Siemens in de jaren zestig van de 20e eeuw toe bracht een fabriek op te richten in Oostkamp.

## Gezin
In 1932 trouwde De Brouwer met Geneviève Gillès de Pélichy (1911-2003), dochter van baron Bénédict Gillès de Pélichy en Adrienne Le Bailly de Tilleghem. Tussen 1939 en 1952 kregen ze negen kinderen. In 1981, aan de vooravond van hun gouden huwelijksjubileum, scheidden ze. De oudste dochter uit dit huwelijk, Dominique de Brouwer (°1939), trouwde met baron Hugues du Roy de Blicquy (°1931) en werd schepen van de stad Brussel.
In 1953 werd hem de titel baron toegekend, overdraagbaar op de oudste zoon.